# Polo G
托勒斯·特雷马尼·巴特利特（英語：Taurus Tremani Bartlett，1999年1月6日—），艺名Polo G，美国创作歌手、音乐制作人、演员，知名于歌曲《Pop out》。

## 早年生活
Polo G 出生于伊利诺伊州芝加哥市。家里有四个兄弟姐妹，他在家中排行老二，上有一个姐姐，而下有一个弟弟和一个妹妹。

## 歌唱事业
2021年4月，因发布新歌《Rapstar》而爆红。

## 个人生活
Polo G 有一名儿子，于2019年出生。

## 唱片

### 錄音室專輯
- 《Die a Legend》(2019年)
- 《The Goat》(2020年)
- 《Hall of Fame》(2021年)
- 《Hall of Fame 2.0》(2021年)